# Beaupuy (Tarn-et-Garonne)
Beaupuy é uma comuna francesa na região administrativa de Occitânia, no departamento de Tarn-et-Garonne. Estende-se por uma área de 11,81 km². Em 2010 a comuna tinha 266 habitantes (densidade: 22,5 hab./km²).